# Бебренская волость
Бебренская волость (латыш. Bebrenes pagasts) — одна из административных территорий Илукстского края Латвии, расположенная в северной части края. Граничит с Двиетской, Пилскалнской, Эглайнской и Продской волостями своего края и Рубенской волостью Екабпилсского края. Крупнейшими населёнными пунктами края являются Бебрене (волостной центр), Илзе, Илзмуйжа, Диньгельколнс.
Волость пересекает региональная автодорога P72 Илуксте — Бебрене — Биржи.

## География
Волость расположена на границе двух различных форм рельефа. В северной части волости расположена Акнистская покатость Восточно-Латвийской низменности, опускающаяся до 85,5 м над у. м., в южной — Илукстская холмистая местность Аугшземской возвышенности, поднимающаяся до 120—180 м над у. м. На севере волости проходит древняя долина реки Двиете глубиной в 5—10 м. Долина входит в природный парк «Двиетская пойма» (Dvietes paliene).
Бо́льшая часть волости находится в бассейне реки Даугава (Западная Двина). Южную часть волости также занимает бассейн Немана. Крупнейшими реками являются Двиете, Акменьупе, Пастауне, Илзупите, Виесите, Лашупите, Проде.
На территории волости расположено девять озёр: Илзес, Каминчас, Дзенюшка, Цабишку, Диньгельколна. Ликума, Дзиляйс, Рупситис и Глушика.
Площадь волости занимает 10 277,5 га, из которых 6328 га — земли сельскохозяйственного назначения, 2550 га — леса, 173 га — водоёмы, 1226,5 га  — остальные земли.

## История
Бебренская (тогда Бевернская) волость была образована в 1864 году и входила в состав Иллукстского уезда Курляндской губернии. В 1935 году площадь волости составляла 158,9 кв. км, и в ней жил 3481 человек. В 1945 год в волости были образованы Беберенский, Илзский и Калдабруньские сельсоветы.
После отмены в 1949 году волостного деления  Бебренский сельсовет (потом волость) входил в состав Илукстского (1949—1962) и Даугавпилсского (1962—2009) районов. В 1959 году территория колхоза «Лига» Бебренского сельсовета была присоединена к Двиетскому сельсовету. Бебренскому сельсовету в 1961 году была присоединена территория колгаза «Гайсма» Двиетского сельсовета, а в 1963 — часть территории ликвидированной Продской волости.
В 1990 сельсовет был реорганизован в волость. В 2003 году Бебренская волость вошла в состав новообразованного Илукстского края.

## Население
По оценке на середину 2012 году население волости составило 1010 человек, на конец 2011 года — 1022, из которых 149 было в возрасте до 15 лет, 633 — от 15 до 62 лет, 240 — от 62 лет. 82 % — латыши, 10 % — русские, 3 % — поляки, 3 % — литовцы, 2 % — представители других национальностей.
По переписи 2000 года население составило 1384 человек, из которых 1171 (84,6 %) — латыши, 125 (9,0 %) — русские, 35 (2,5 %) — литовцы, 32 (2,3 %) — поляки.

## Фотогалерея

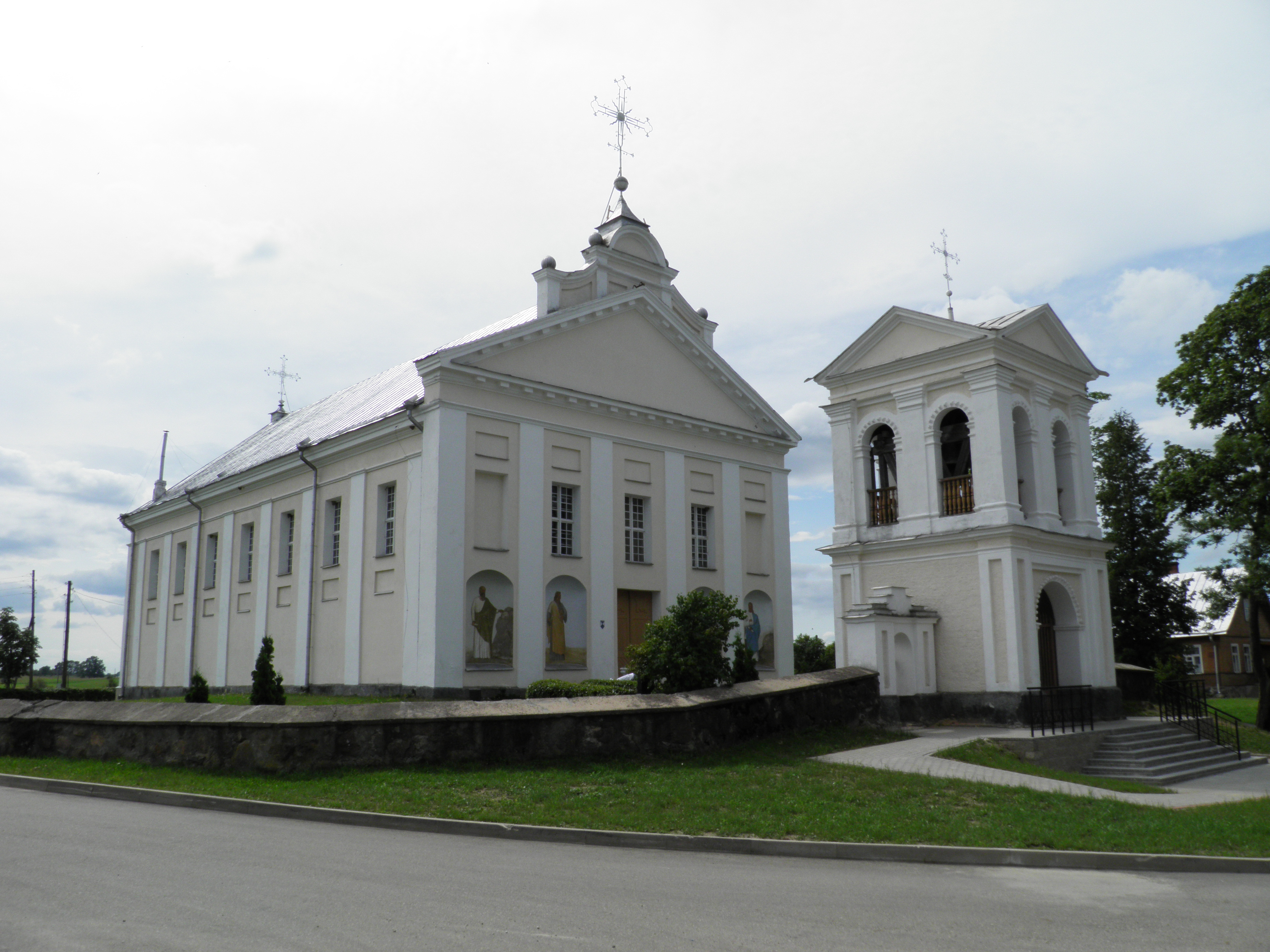
Бебренская римско-кат. церковь
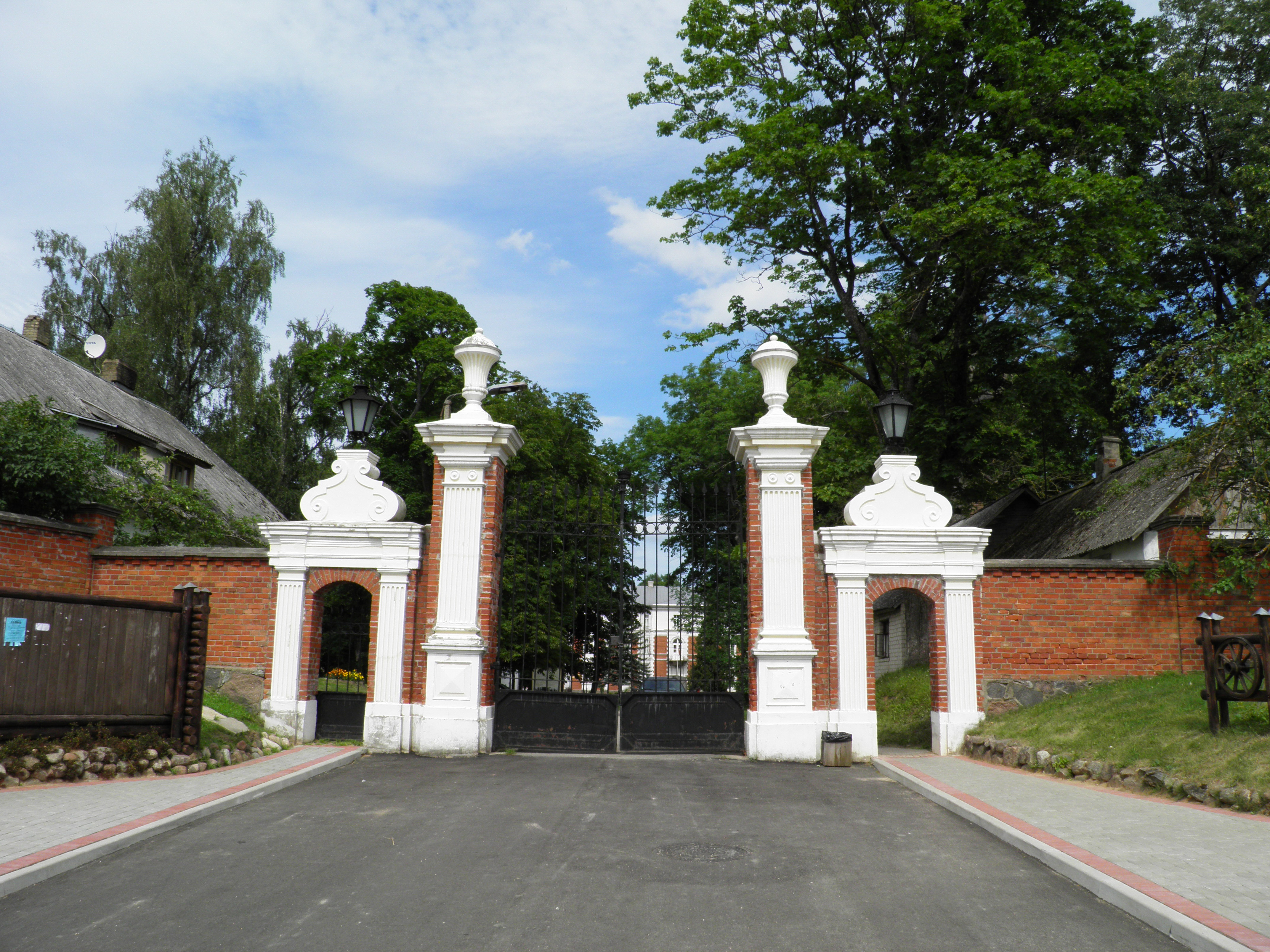
Ворота Бебренской усадьбы
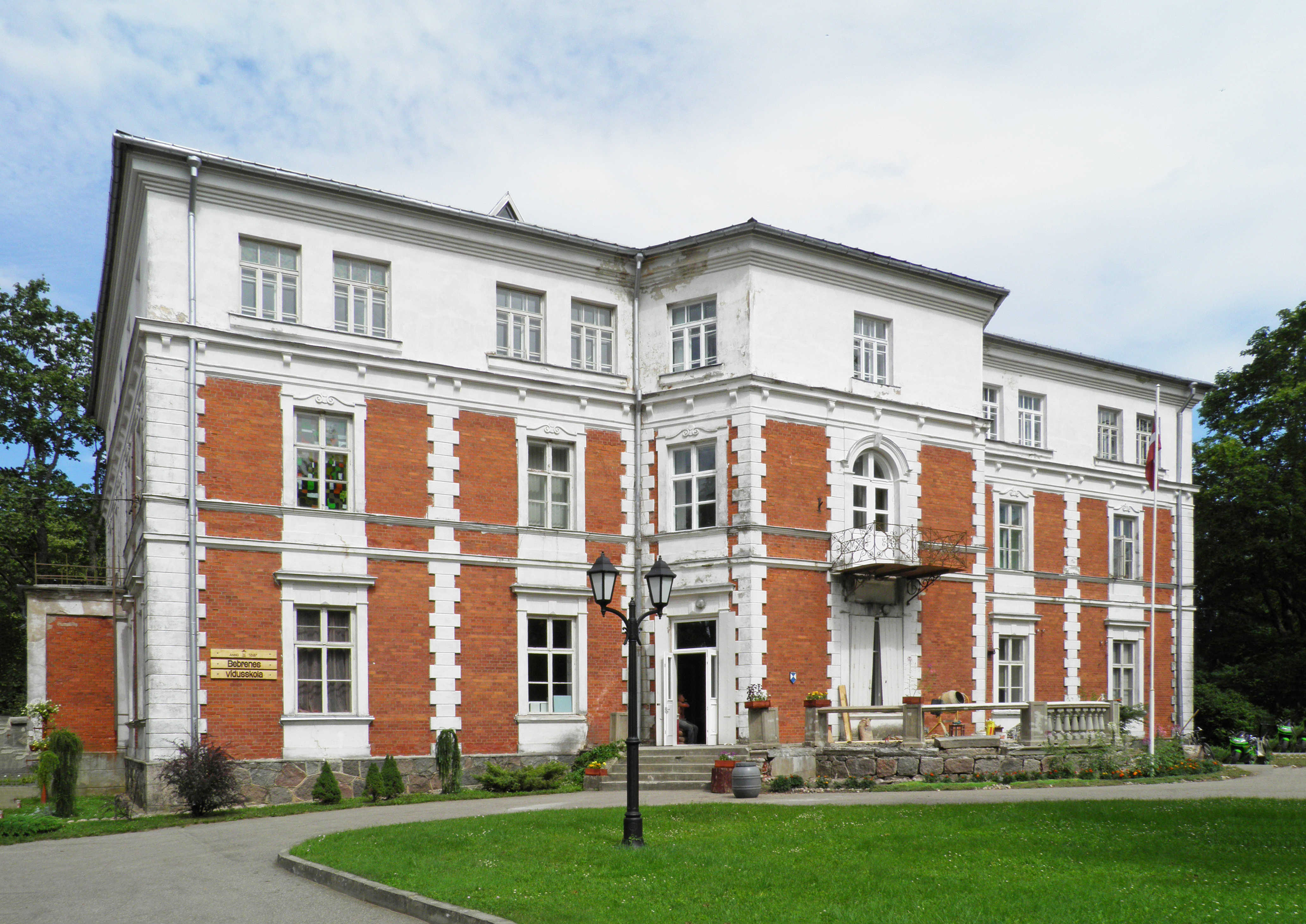
Усадьба, сейчас средняя школа
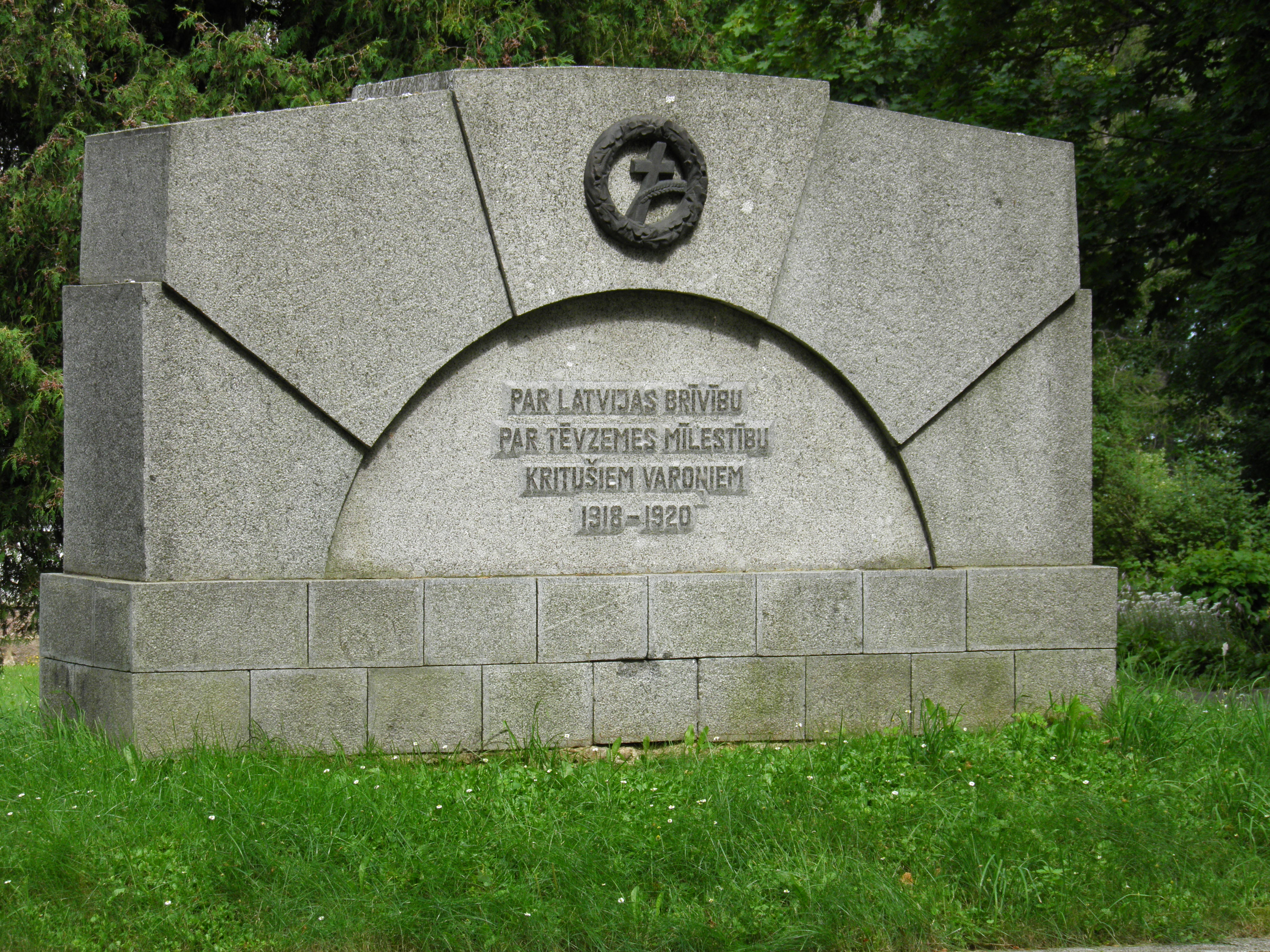
Памятник свободы
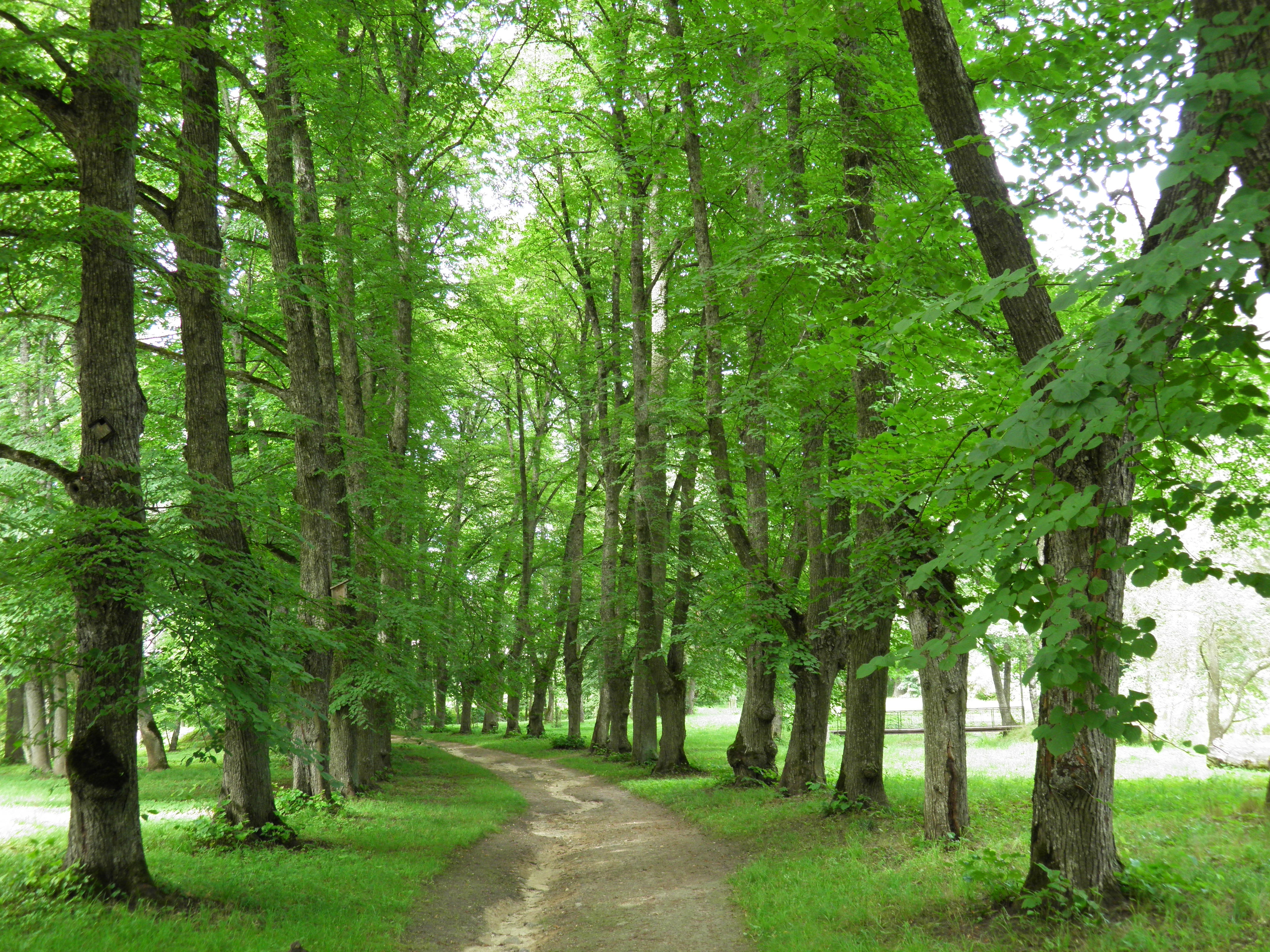
Усадебный парк
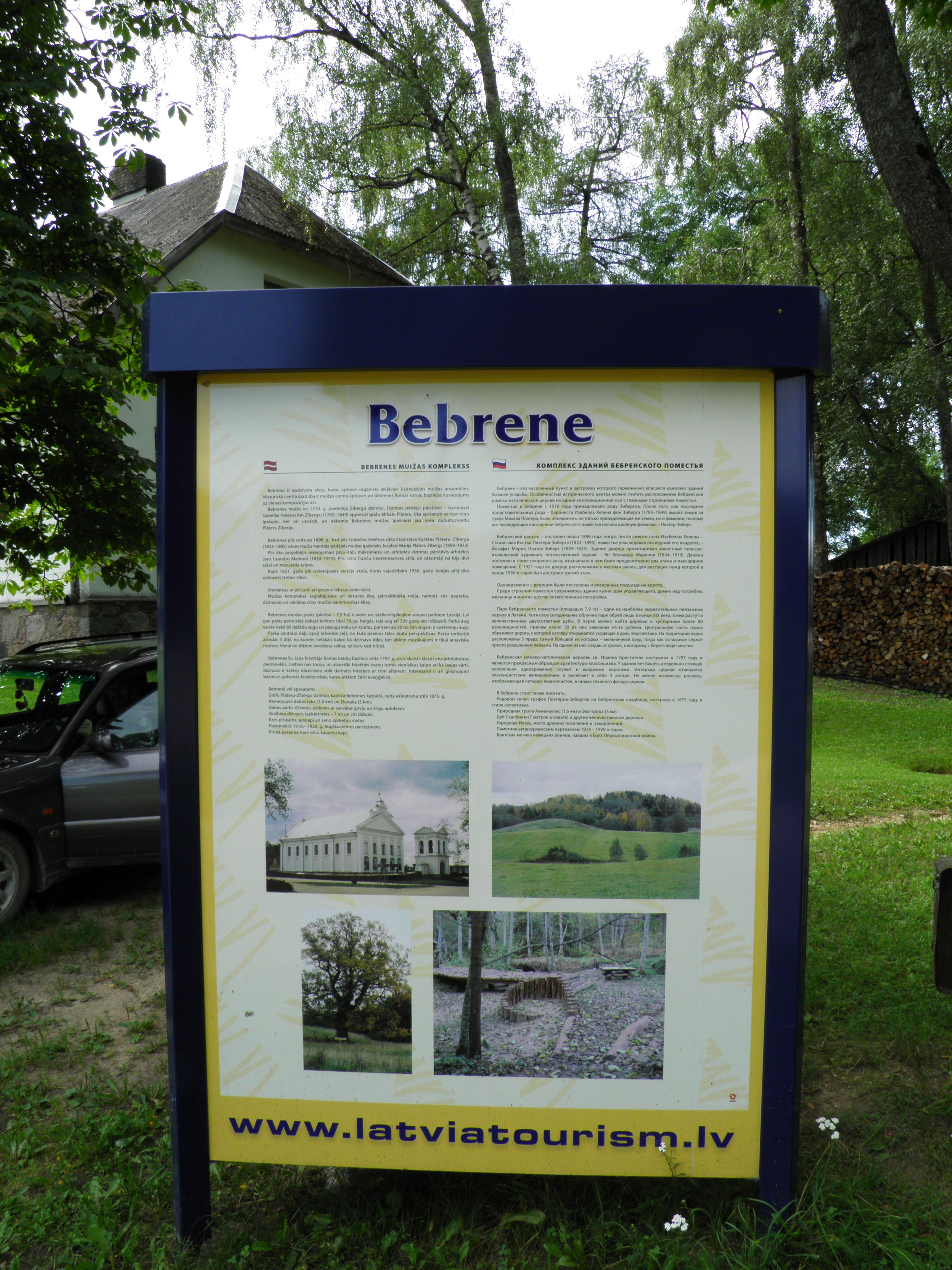
Информационный стенд
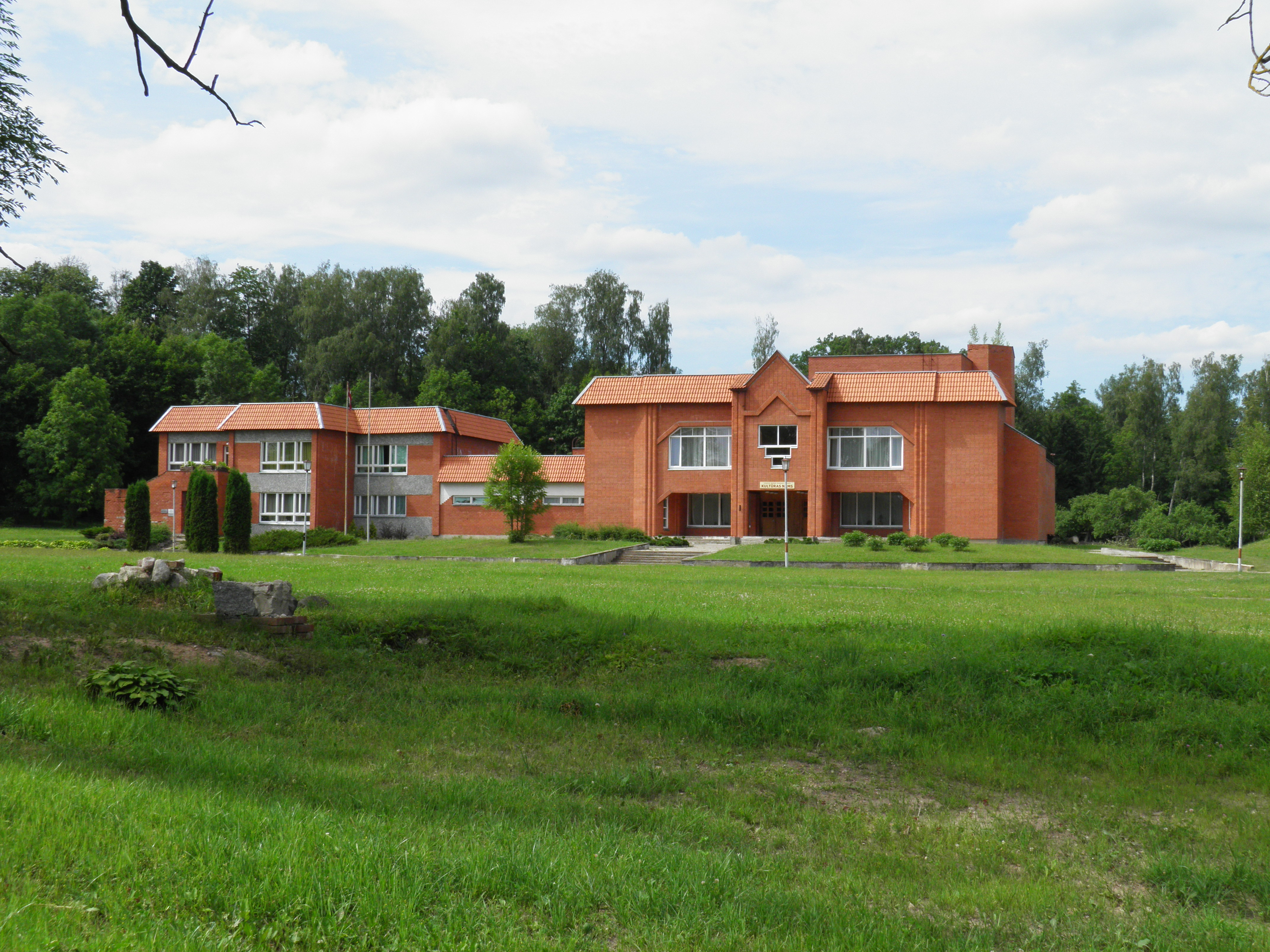
Бебренский дом культуры
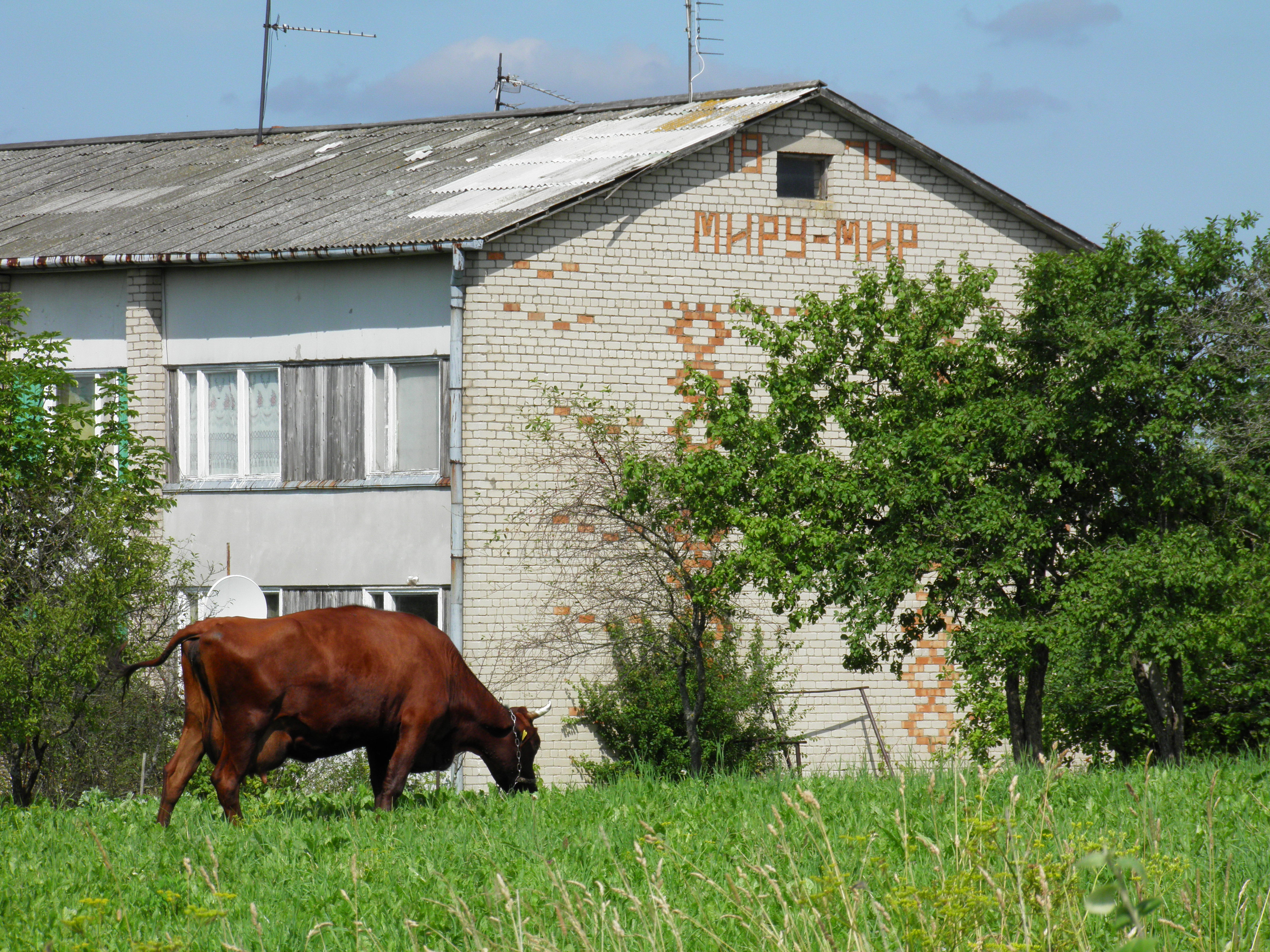
Село Илзе